# Episodi di Furia (seconda stagione)
La seconda stagione della serie televisiva Furia è stata trasmessa in anteprima negli Stati Uniti d'America dalla NBC tra il 6 ottobre 1956 e il 30 marzo 1957.
| nº | Titolo originale           | Titolo italiano         | Prima TV USA     | Prima TV Italia |
| -- | -------------------------- | ----------------------- | ---------------- | --------------- |
| 1  | The Runaway                |                         | 6 ottobre 1956   |                 |
| 2  | Joey and the Little League | Joey e la Little League | 13 ottobre 1956  |                 |
| 3  | Earthquake                 | Terremoto               | 20 ottobre 1956  |                 |
| 4  | Trial by Jury              |                         | 27 ottobre 1956  |                 |
| 5  | Joey and the Wolf Pack     | La puledra bianca       | 3 novembre 1956  |                 |
| 6  | Indian Mountain            |                         | 17 novembre 1956 |                 |
| 7  | Flying Saucers             |                         | 24 novembre 1956 |                 |
| 8  | Joey and the Stranger      |                         | 1º dicembre 1956 |                 |
| 9  | Pete's Folly               | Cacciatore d'uranio     | 15 dicembre 1956 |                 |
| 10 | Boy's Day                  | Sceriffo per un giorno  | 22 dicembre 1956 |                 |
| 11 | The Feud                   |                         | 5 gennaio 1957   |                 |
| 12 | Loco Weed Story            |                         | 12 gennaio 1957  |                 |
| 13 | The Horse Caper            |                         | 19 gennaio 1957  |                 |
| 14 | Joey Shows the Way         |                         | 26 gennaio 1957  |                 |
| 15 | Nature's Engineers         |                         | 2 febbraio 1957  |                 |
| 16 | The Strong Man             |                         | 16 febbraio 1957 |                 |
| 17 | The Scientists             |                         | 23 febbraio 1957 |                 |
| 18 | My Horse Ajax              |                         | 9 marzo 1957     |                 |
| 19 | The Tomboy                 |                         | 16 marzo 1957    |                 |
| 20 | Joey, Junior Lifeguard     |                         | 30 marzo 1957    |                 |